# Орджоникидзевский район (Магнитогорск)
Орджоники́дзевский район — старейший и крупнейший район города Магнитогорска.
Географически, район расположен по оба берега реки Урал Левобережная часть района — в Азии, правобережная — в Европе.

## География
Территория Орджоникидзевского района составляет 23 тыс. гектаров. В её составе левобережье занимает 16,8 тыс. гектаров, правобережье — 4,6 тыс. гектаров и Заводской пруд — 1,6 тыс. гектаров. Занимая две трети части города, Орджоникидзевский район больше Правобережного почти в 6 раз и Ленинского района в 2,2 раза. Для сравнения с Челябинском площадь района составила бы половину его городских земель.
Географическое положение Орджоникидзевского района уникально, он расположен в двух частях света: Европе и Азии, разделяемых водохранилищем (Заводский пруд) на реке Урал. Правобережная, европейская часть района имеет относительно ровный ландшафт. Левобережью характерен гористый рельеф с главной горой Магнитной (башкирское название Атач) и другими вершинами Ай-Дарлы, Сосновые, Кара-Адыр, Киргизка, Зеленстрой и т. д. Высота их от 614,6 до 440 м над уровнем моря. Это вносит разнообразие и живописность в городские пейзажи.
Орджоникидзевский район на протяжении своей истории неоднократно изменялся не только в границах, но и в наименованиях. В современных пределах района было деление и на два, и на три городских района.

## История
Образован в 1934 году и был назван в честь Григория Константиновича Орджоникидзе, советского политического деятеля. В 1950-е годы назывался Сталинским, южная часть современного района входила в Кировский район города, после чего реорганизован в Левобережный район наряду с Правобережным. В 1984 году после преобразования Левобережного района в Орджоникидзевский, в его состав была включена часть жилой застройки Правобережного района города, южнее улицы Завенягина. В 2006 году в состав района вошли населённые пункты Приуральского сельского поселения Агаповского района  Челябинской области (посёлки Приуральский, Радужный, Безымянный).

## Население
| 1989     | 2002     | 2005     | 2006     | 2007     | 2008     | 2009     |
| -------- | -------- | -------- | -------- | -------- | -------- | -------- |
| 161 304  | ↗190 653 | ↗198 078 | ↘196 271 | ↘194 795 | ↘193 992 | ↗196 509 |
| 2010     | 2011     | 2012     | 2013     | 2014     | 2015     | 2016     |
| ↘194 240 | ↗194 477 | ↗196 759 | ↗199 219 | ↗201 071 | ↗202 077 | ↗203 176 |
| 2017     | 2018     | 2019     | 2020     | 2021     | 2021     | 2023     |
| ↗203 485 | ↘202 074 | ↘200 068 | ↘199 680 | ↗215 396 | ↘89 260  | ↗215 779 |

По последней переписи количество населения района составляет 190,7 тыс. человек, что равняется населению города Миасса с пригородом. Из них на левом берегу проживает 41,7 тыс. человек, на правом — 149 тыс. человек.
В последнее время левый берег молодеет. Здесь можно увидеть много молодых семей. Это связано с тем, что жильё на левом берегу доступней, чем в правобережье. 

## Застройка
Первое капитальное жильё города появилось на левом берегу. Основной его костяк: 6 кварталов образовали районный центр Соцгород. Правобережье представляет собой 15 крупных микрорайонов. Ведётся строительство ещё пяти. Завершается застройка жилого района Магнитный, а также 145 микрорайона.
Богат район индивидуальной застройкой. Около 8 тыс. домовладений находятся в 27 посёлках: Горнорудном, Новая Стройка, Дзержинского, Горького, Чапаева, Фрунзе, Некрасова, Димитрова, Новотуково, Берёзки, Новогорняцком, Первомайском, Коммунальном, 2-м Рабочем, Карадырском, Новомагнитном, Первооктябрьском, Куйбасе, Полях Орошения, колыбели Магнитки: Старой Магнитке, Прибрежном, Хуторках, Брусковом, Надежды и т. д. 

## Культура
Театры:
- Магнитогорский театр куклы и актёра «Буратино».

Кинотеатры:
- Кинотеатр «Мир».

Дворцы культуры:
- Левобережный дворец культуры и техники ПАО «ММК».

Музеи:
- Музей истории ПАО «ММК».

Библиотеки:
- Универсальная массовая библиотека,
- Научно-техническая библиотека ПАО «ММК».
- Библиотека семейного чтения.
- Библиотека № 2.
- Библиотека № 5.
- Детская библиотека № 8.
- Детская библиотека № 10.

## Образование
Учебные заведения района:
- - медицинский колледж,
- 25 средних общеобразовательных школ (20 в правобережной, 5 в левобережной части),
- детские и юношеские спортивные школы,
- детская школа искусств № 1,
- санаторная школа-интернат № 2.

## Промышленность
В районе расположено большинство промышленных предприятий города:
- тяжёлой промышленности:
  - Магнитогорский металлургический комбинат,
  - Магнитогорский метизно-калибровочный завод,
  - АО «Прокатмонтаж»;
- пищевой промышленности:
  - Магнитогорский комбинат хлебопродуктов «Ситно»,
  - Магнитогорский мясоперерабытывающий завод «Глория»;
- лёгкой промышленности
  - Магнитогорский завод пластиковой посуды и упаковки «Алькор».

На проспекте Пушкина находится учебно-производственное предприятие Всероссийского общества слепых, занимающееся выпуском изделий светотехнической промышленности, пошивом рабочей одежды, производством щетино-щёточных изделий, гальваники, а также изделий из картона.
Всего в районе сосредоточено 1400 предприятий различных видов собственности.

## Транспорт

### Трамвай
В районе имеется два трамвайных депо (Левобережное и Правобережное) МУП «Маггортранс». Население района обслуживает более двух десятков трамвайных маршрутов, проходящих через 71 остановку.

## Достопримечательности

### Социалистический город (Соцгород)
Социалистический город (Соцгород) — уникальный архитектурный комплекс в левобережной части района, памятник социалистическому градостроению. Квартал № 1 ограничен улицами Маяковского, Кирова, Чайковского и пр. Пушкина. Проектировался он как район-сад. Его особенность в группировке застройки вокруг общественных центров — садов, скверов. Квартал № 2 ограничен улицами Чайковского, Фрунзе, Маяковского и проспектом Пушкина. Здесь планировка зданий более свободная. В настоящее время идут дискуссии о включении этого уникального района в список объектов Всемирного наследия ЮНЕСКО.
Александр Петрович Кудрявцев, президент Российской академии архитектуры и строительных наук:

Архитектура 1920—30 годов в СССР была неповторимым явлением в архитектуре всего мира XX века. Магнитогорск был потрясающей площадкой для экспериментов всемирно известного архитектора Эрнста Мая. Соцгород достоин быть представленным во Всемирном списке наследия ЮНЕСКО. Это должно стать предметом внимания властей. Чтобы не позориться перед всем миром, мы обязаны привести его в порядок… Надо очень бережно к этому отнестись, понять, что это — жемчужина в ожерелье, которое представляет собой Магнитогорск социалистический. Показать это людям достаточно достойно, гордиться этим.

Константин Иванович Ерёмин, декан архитектурно-строительного факультета МГТУ имени Г. И. Носова:

Так называемый квартал № 1 — это историческая часть города, наша гордость! Если восстановить там скверы, фонтаны, это будет действительно очень интересная часть города. Добавить туда фонарики, скамеечки, восстановить газоны, фасады. Внешний облик и расположение самого квартала надо сохранять.
К сожалению, на сегодняшний день можно говорить о сохранности общего контура района. Жилые дома здесь давным-давно не видели не только капитального, но даже косметического ремонта. А ведь заброшенным оказался не просто район старой застройки — специалисты наперебой называют Соцгород жемчужиной авангардной эпохи социализма в России, причём жемчужиной практически единственной в своём роде.

### Пионерская улица
Пионерская улица — первая улица города, 5 апреля 1930 года здесь был торжественно заложен первый капитальный дом в Магнитогорске, о чём свидетельствует мемориальная доска на Пионерской ул., 25. На ней располагались:
- горно-металлургический институт (в настоящее время МГТУ имени Г. И. Носова) (Пионерская ул, 7, в 1930-х гг).
- редакция газеты «Магнитогорский рабочий» (Пионерская ул, 30 в 1930-60-х гг).
- На этой же улице жил художник А. Г. Соловьёв

Здания по Пионерской ул. уникальны ещё и тем, что были возведены по проекту знаменитого московского архитектора Сергея Чернышева.

### Монумент «Танк»
Танк Т-10 на постаменте. Расположен в центре левобережной части района, на площади Победы. Установлен в 1981 году, честь 50-летия Магнитогорского металлургического комбината. Надпись на монументе гласит: «В годы Великой Отечественной войны из металла Магнитки изготовлен каждый 2 танк и каждый 3 снаряд».

### Памятник Доменщику
Памятник доменщику установлен в сквере на улице Доменщиков.

### Другие достопримечательности
- Смотровая площадка — расположена южнее пересечения улиц Маяковского и Кирова, на горе Кара-Адыр. Открывается прекрасный вид на весь город и промышленные предприятия.
- Старая смотровая площадка расположена на горе Магнитной, юго-западнее пересечения улиц Кирова и Щорса.